# Стоун, Илма Грейс
Илма Грейс Стоун (1913—2001, урожденная Балф (англ. Balfe) ) — австралийский ботаник, специализировалась на бриологии. Она была автором, коллекционером и исследователем австралийских мохов.

## Биография
Стоун окончила Университет Мельбурна в 1933 году, но свои исследования мохообразных начала около 20 лет назад. В 1953 году она опубликовала описание нового вида "Fissidens gymnocarpus" и продолжала вносить вклад в таксономию мхов. Она отличалась наблюдательностью и вниманием к малым и неизвестных видов мхов. Стоун сделала значительный вклад в систематику мохообразных Австралии, особенно Квинсленда.

## Публикации
- "The Mosses of Southern Australia" в соавторстве с англ. George Anderson Scott Macdonald, 1976.